# Piero Benedetti
Piero Benedetti (Castel del Piano, 17 ottobre 1876 – Pisa, 16 marzo 1933) è stato un matematico italiano.

## Biografia
Dopo gli studi liceali, si iscrisse alla Facoltà di Scienze dell'Università di Pisa, venendo, al contempo, ammesso quale allievo della Scuola Normale Superiore. Si laureò in matematica nel 1898, quindi passò subito all'insegnamento nelle scuole pubbliche.
Membro del Consiglio Superiore della Pubblica Istruzione nonché presidente della Federazione nazionale degli insegnanti delle scuole medie, ebbe per incarico l'insegnamento di matematiche complementari all'Università di Pisa. Contemporaneamente, fin dal conseguimento della laurea, condusse ricerche principalmente in geometria algebrica, ponendo attenzione anche alle questioni connesse ai fondamenti della geometria, le cui pubblicazioni gli permisero di vincere il premio ministeriale della R. Accademia dei Lincei.
Collaboratore dell'Enciclopedia delle Matematiche Elementari e Complementi, pubblicò altresì apprezzati testi didattici e manuali assieme a Carlo Rosati.